# Дерребах
Дерребах (нім. Dörrebach) — громада в Німеччині, розташована в землі Рейнланд-Пфальц. Входить до складу району Бад-Кройцнах. Складова частина об'єднання громад Штромберг.

## Галерея

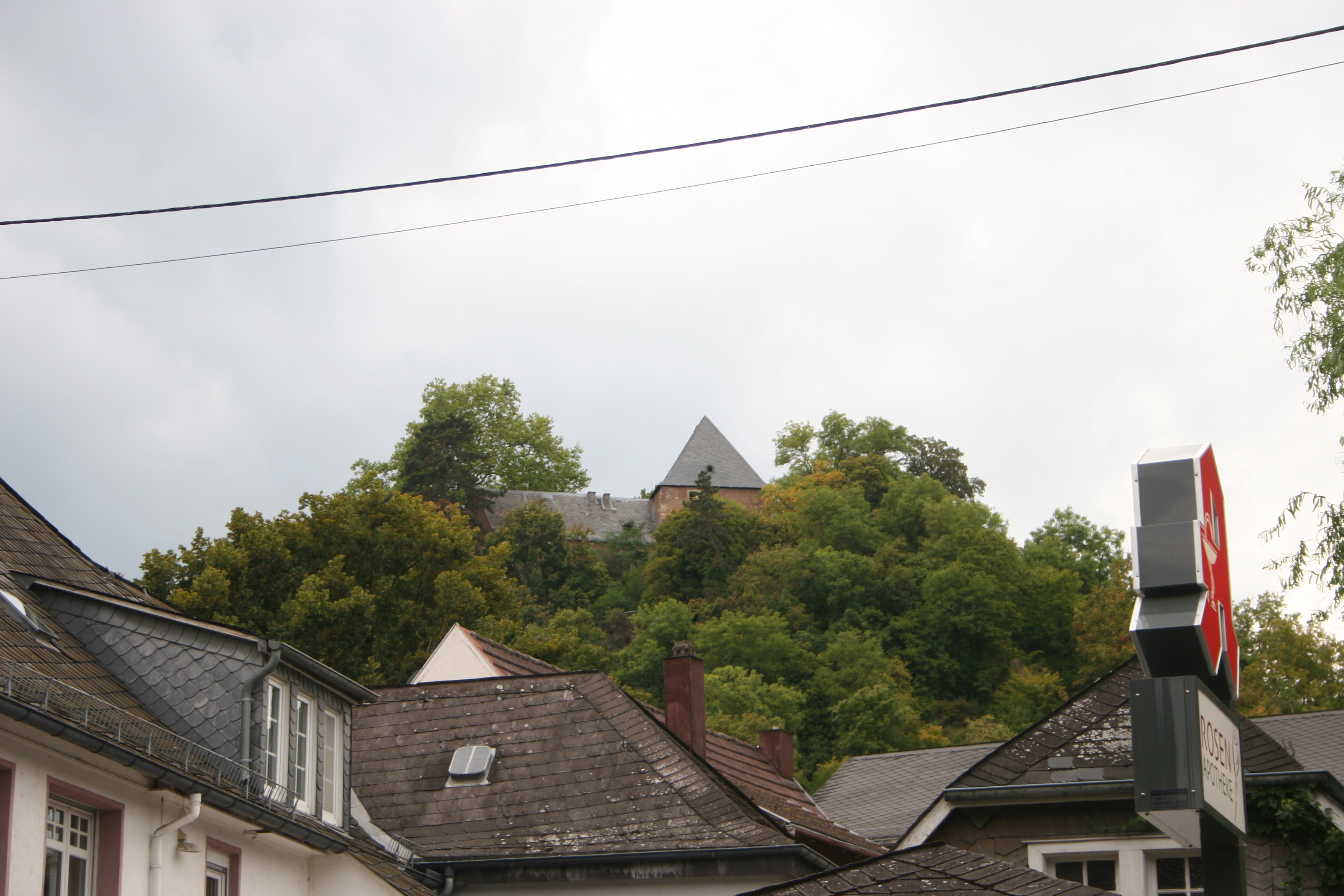

## Загальні відомості
Площа — 13,14 км2. Населення становить 689 ос. (станом на 31 грудня 2020).

## Відомі люди
- Клаус-Петер Гільденбранд (нім. Klaus-Peter Hildenbrand, 11 вересня 1952) — німецький легкоатлет, олімпійський медаліст.